# Margaret Bourke-White
Margaret Bourke-White (New York, 14 giugno 1904 – Stamford, 27 agosto 1971) è stata una fotografa statunitense.
Fu la prima fotografa straniera ad avere il permesso di scattare foto in URSS e la prima donna fotografa per il settimanale Life.

## Biografia
Nacque nel Bronx il 14 giugno 1904, figlia di Joseph White, inventore e naturalista e Minnie Bourke; avviata agli studi di biologia frequentò, ancora studentessa del college, alcuni corsi di fotografia.
La carriera professionale inizia nel 1927. All'età di vent'anni iniziò a scattare fotografie industriali.
 Nel 1929 si compì la svolta professionale: conobbe Henry Luce, caporedattore di Time, che la invitò a trasferirsi a New York per collaborare alla fondazione di una nuova rivista illustrata: Fortune.
Erano gli anni della Depressione e dell'importante campagna fotografica della Farm Security Administration e anche la Bourke-White con il futuro marito, lo scrittore Erskine Caldwell, intraprese un viaggio di ricerca e documentazione sociale nel sud, che sfociò nella pubblicazione del libro You Have Seen Their Faces. La fotografia della Bourke-White fu emblematica sia per i contenuti che per lo stile. Fin dagli inizi, la sua carriera abbracciò la visione moderna tipica di quegli anni, di un mondo dominato dalla fede nel potere della macchina e della tecnologia.
Nonostante i suoi viaggi e il rapporto con Fortune, fino al 1936 mantenne un proprio studio, per i lavori industriali e di corporate senza per questo trascurare le diverse possibilità per libri, mostre e lavori indipendenti.
Il primo numero della rivista Life, del 23 novembre 1936, utilizzò una sua foto per la copertina. Era uno scatto dei lavori finiti (grazie al New Deal) della diga di Fort Peck, nel Montana: un'immagine che fece il giro del mondo e che segnò un punto di svolta della professione del fotografo nell'universo femminile.
Da quel momento Margaret Bourke-White iniziò un'assidua collaborazione con la prestigiosa rivista e coprì reportages dalla Seconda Guerra mondiale, all'assedio di Mosca, dalla guerra in Corea, alle rivolte sudafricane. Al fotogiornalismo la Bourke-White dedicherà la maggior parte della sua carriera.
La Bourke-White si considerò sempre una fotografa seria e impegnata in un'altrettanto seria missione. Dopo aver scattato le fotografie della Cecoslovacchia invasa dai tedeschi nel 1938, credette che la macchina fotografica potesse salvare la democrazia del mondo: "sono fermamente convinta che il fascismo non avrebbe preso il potere in Europa se ci fosse stata una stampa veramente libera che potesse informare la gente invece di ingannarla con false promesse".
Fu con il marito in Unione Sovietica nel 1941, quando venne invasa dai nazisti (la Bourke-White fu non solo l'unica fotografa americana testimone dell'evento, ma anche la sola fotografa straniera a Mosca).
Grazie all'intervento di Roosevelt scattò il primo ritratto non ufficiale di Stalin, anche l'unico per molti anni, con circolazione autorizzata al di fuori dell'URSS. Nel 1943 fu la prima donna ad accompagnare i caccia statunitensi che bombardavano e fotografò quello che fu uno dei più violenti attacchi all'esercito tedesco.
A seguito del reggimento statunitense, fotografa gli assedi della linea gotica (zone di Loiano e Livergnano nell'Appennino Emiliano).
Entrò a Buchenwald il giorno dopo la liberazione dei prigionieri e fece parte del gruppo che scoprì, prima ancora dell'esercito, il campo di Erla. Nel 1952 capì per prima i tragici risvolti della guerra di Corea.
Perseguendo la sua missione lei stessa divenne leggenda: nel 1937 durante un servizio nell'Artico il suo aereo fece un atterraggio di fortuna e si interruppe per giorni e giorni ogni contatto; nel 1942 in navigazione verso il Nord Africa la nave fu silurata nel Mediterraneo e passò una notte e un giorno su una scialuppa di salvataggio.
Nel 1953, all'età di 49 anni, le venne diagnosticata la malattia di Parkinson. Quando nel 1959 non fu più in grado di lavorare, si sottopose ad un intervento chirurgico al cervello che fu documentato sui giornali. Da quel momento ridusse drasticamente l'attività di fotografa e si dedicò alla scrittura. L'autobiografia Il mio ritratto, venne pubblicata nel 1963 e fu un bestseller.
Dopo una caduta nella sua casa di Darien, nel Connecticut, morì il 27 agosto 1971, all'età di 67 anni.

## Stile
Nel 1928 affermò su un giornale che "l'industria è il vero luogo dell'arte" e due anni più tardi che "i ponti, le navi, le officine hanno una bellezza inconscia e riflettono lo spirito del momento".
Nella composizione delle sue prime immagini, si può notare una stretta relazione con la pittura cubista, la sovrapposizione dei piani, le geometrie astratte, la riduzione da tridimensionale a bidimensionale; e fu senza dubbio altrettanto importante l'influenza del cinema espressionista russo e tedesco, da cui derivano la drammaticità degli effetti di luce e la suggestione per l'astratto. Accanto all'aspetto teatrale, e a volte retorico, della sua fotografia industriale, ha sicuramente contribuito alla sua fortuna anche un certo aspetto romantico: la nazione aveva bisogno di credere e sognare della tecnologia, una delle poche speranze per controbattere l'insorgere della Depressione.
Negli anni Trenta la Bourke-White muove la sua ricerca sulla scia di altri fotografi, da László Moholy-Nagy a Edward Steichen, verso il dinamismo dell'astratto: le fotografie della Elgin Watch Company o della Singer rivelano un'immagine senza alto né basso, senza punto focale, così che l'occhio è costretto a vagare sull'intera superficie. L'immagine è una successione di oggetti senza fine ed un'inquadratura puramente arbitraria di un mondo che si estende ben oltre di essa. Uno straordinario esempio di questa pratica è il foto-murales per il palazzo della NBC al Rockfeller Center datato 1933, conservato sul luogo fino agli anni '50 e successivamente rimosso e mai più mostrato in pubblico.
Solo verso la fine della sua lunga e brillante professione, nei primi anni '50, ritorna la passione per l'astratto con alcuni interessantissimi esperimenti di fotografia aerea che precorrono molta pittura della fine degli anni cinquanta e sessanta.
Della sua professione di donna fotografa disse più volte: "la fotografia non dovrebbe essere un campo di contesa fra uomini e donne" e più tardi rivelò ad un editore: "in quanto donna è forse più difficile ottenere la confidenza della gente e forse talvolta gioca un ruolo negativo una certa forma di gelosia; ma quando raggiungi un certo livello di professionalità non è più una questione di essere uomo o donna".

## Mostre
- Milano, Prima, Donna., dal 25.09.2020 al 14.02.2021, Palazzo Reale
- Torino, Margaret Bourke-White. L’opera 1930-1960, dal 14.06.2024 al 06.10.2024, Camera - Centro Italiano per la Fotografia